# روي دي فورست
روي دي فورست (بالإنجليزية: Roy De Forest)‏ هو رسام أمريكي، ولد في 11 فبراير 1930، وتوفي في 18 مايو 2007.